# 荒井勇樹
荒井 勇樹（あらい ゆうき、6月30日 - ）は、日本の男性声優。神奈川県出身。

## 人物
趣味はカメラ・オーディオ・DIY・料理・コーヒー。

## 出演
太字はメインキャラクター。

### テレビアニメ
2014年
- 棺姫のチャイカ（オルトロス、ウィザードB） - 2シリーズ
- 風雲維新ダイ☆ショーグン（男1、幕臣3、男C、武士A、海援隊B 他）

2015年
- ISUCA（運転手）
- トリアージX（男、沖雅彰）
- 新妹魔王の契約者 BURST（兵士、客）

2016年
- Re:ゼロから始める異世界生活（行商人） - 2020年に第1期新編集版が放送
- アクティヴレイド -機動強襲室第八係- 2nd（運ちゃん）

2017年
- ゲーマーズ!（先生、教師）
- はじめてのギャル（マスター）

2018年
- 銀魂.（解放軍C）
- citrus（数学教師）
- 重神機パンドーラ（野次馬、外科医）
- ゴールデンカムイ（2018年 - 2023年、兵士たち、剥製の男たち、スチェンカ要員、国境守備隊、権堂公二郎 他） - 4シリーズ
- ハイスクールD×D HERO（王龍）
- シュタインズ・ゲート ゼロ（教授、リーダー）
- 悪偶 -天才人形-（医師）
- 抱かれたい男1位に脅されています（押井勇）
- RELEASE THE SPYCE（ヤクザ2）

2019年
- 転生したらスライムだった件（隊長）

2020年
- 炎炎ノ消防隊 弐ノ章（焔ビト、猿吾中隊長）

2021年
- Dr.STONE（2021年 - 2023年、勧誘した若者、重鎮、戦士） - 3シリーズ
- Vivy -Fluorite Eye's Song-（研究者1）
- NIGHT HEAD 2041（覆面男）
- アイドリッシュセブン Third BEAT!（男性）
- SELECTION PROJECT（佐藤勝人〈音響A〉、支配人）
- 境界戦機（末永の部下）
- サクガン（警官）

2022年
- ミュークルドリーミー みっくす!（運ていマン）
- 失格紋の最強賢者（野党A）
- 処刑少女の生きる道（テロリスト、騎士）
- 史上最強の大魔王、村人Aに転生する（魔王役）
- デート・ア・ライブIV（ウィザードB）
- 薔薇王の葬列（貴族B）
- 異世界おじさん（街の人、冒険者C）
- はたらく魔王さま!!（2022年 - 2023年、佐藤、市民） - 2シリーズ
- 悪役令嬢なのでラスボスを飼ってみました（衛兵、一つ目の魔物）
- 陰の実力者になりたくて!（2022年 - 2023年、盗賊のボス、騎士、通行人、審判、文官）
- 機動戦士ガンダム 水星の魔女（2022年 - 2023年、教官） - 2シリーズ
- 後宮の烏（何明允）
- ニンジャラ（2022年 - 2023年、シャドーニンジャ）

2023年
- 英雄王、武を極めるため転生す 〜そして、世界最強の見習い騎士♀〜（壮年の騎士）
- ダンジョンに出会いを求めるのは間違っているだろうかIV 深章 厄災篇（冒険者）
- シュガーアップル・フェアリーテイル（妖精狩人）
- アリス・ギア・アイギス Expansion（オペレーター、怪人スマホ男）
- 神無き世界のカミサマ活動（村人、信者、粛清人、兵士）
- 山田くんとLv999の恋をする（コンビニ店長）
- 贄姫と獣の王（ハイエナ族A、カルラの父、選別隊隊長）
- SYNDUALITY Noir（ガラポン）
- レベル1だけどユニークスキルで最強です（チンピラ）
- 死神坊ちゃんと黒メイド（月）
- 七つの魔剣が支配する（魔猿）
- 帰還者の魔法は特別です（教授）

### 劇場アニメ
- 機動戦士ガンダムNT（2018年、デラオ[3]）
- 犬王（2022年）
- コードギアス 奪還のロゼ（2024年、ネオ・ブリタニア兵、バイクの男）

### Webアニメ
- THE KING OF FIGHTERS:DESTINY（2017年、Mr.ビッグ）
- モンスターストライク（2017年、チンピラ）

### ゲーム
2013年
- KRITIKA
- KILLZONE: Mercenary
- アサシン クリード IV ブラック フラッグ

2014年
- 戦国BASARA4
- ディビジョン
- The Elder Scrolls Online
- アサシン クリード ユニティ

2015年
- バットマン アーカム・ナイト
- コール オブ デューティ ブラックオプス3（男子プレイヤー）
- レインボーシックス シージ
- Fallout 4（Mr.ガッツィー）

2016年
- 黒い砂漠
- ウォッチドッグス2

2017年
- フォーオナー（藤清）

2018年
- THE KING OF FIGHTERS ALLSTAR（Mr.ビッグ）
- JUDGE EYES:死神の遺言

2020年
- 龍が如く7 光と闇の行方
- ドラゴンクエストX いばらの巫女と滅びの神 オンライン（カーボーン将軍、魔瘴竜ジャオマンダ）
- The Last of Us Part II（瘢痕男性）

2022年
- ドラゴンクエストX 目覚めし五つの種族 オフライン（ジーガンフ）
- コードギアス 反逆のルルーシュ ロストストーリーズ

2024年
- ドラゴンクエストX 未来への扉とまどろみの少女 オンライン（ジーガンフ）

2025年
- 餓狼伝説 City of the Wolves（2025年 - 2026年、Mr.ビッグ） - DLC追加キャラクター

### ドラマCD
- GANGSTA.I

### 吹き替え

#### 担当俳優
マイケル・パレ
- ウォールストリート・ダウン（フランク）
- ザ・シューター 大統領暗殺（コンクリン）
- バトルスティール（警部）

#### 映画（吹き替え）
- さまよう刃（韓国版）（サンヒョン〈チョン・ジェヨン〉）
- ブラック・スキャンダル（ケヴィン〈ジェシー・プレモンス〉）
- エージェント・スティール（ニッキー〈マット・ディロン〉
- キング・オブ・ヴァジュラ 金剛王（アーノルド、兄）
- ヒラリースワンク ライフ（ピーター）
- ローン・レンジャー（ナヴァロ）
- 007 慰めの報酬（ミッチェル）※キングレコード版
- サンディ・ウェクスラー（ブリング）
- 殺人の告白（グァンス〈ペ・ソンウ〉）
- ステータス・アップデート（ダリル〈ロブ・リグル〉）
- スペクトル（トール）
- ロスト・シティZ 失われた黄金都市（ジェームズ・マリー）
- リーガル・マインド 〜裏切りの法廷〜（ウェルチ刑事）
- サベージ・キラー（ウェスト）
- シー・サバイバー（タラーソフ）
- 沈黙の処刑軍団（ハースト）
- オープン・グレイヴ 感染（マイケル）
- レッド・スカイ（ケイジャン/バビノー）
- M10.0ロサンゼルス大地震（デリック）
- メトロ42（クロコフ）
- バトル・オブ・アトランティス（ガイス）
- ファイヤー・ウィズ・ファイヤー 炎の誓い（アダム）
- ソーラー・ストライク2013（JJ）
- アルマゲドン2013（ピーター）
- シー・ウルフ（マグリッジ）
- オーバードライヴ（マリーク ）
- スティーラーズ（アルトン〈ヴィンセント・ドノフリオ〉）
- THE ICEMAN 氷の処刑人（ジョシュ〈デヴィッド・シュワイマー〉）
- ヴァイキングダム（ベルナール）
- ザ・グラビディ（サシャ）
- オール・ユー・ニード・イズ・キル（兵士）
- バイオハザードV リトリビューション（覆面隊員）※日曜洋画劇場版
- ベガス流 ヴァージンロードへの道（エディ）
- クーパー家の晩餐会（ウィリアムズ巡査〈アンソニー・マッキー〉）
- クリスマスは家族で（署長）
- Merry Christmas! 〜ロンドンに奇跡を起こした男〜（親方）
- THE FORGER 天才贋作画家 最後のミッション（カール〈マーカス・トーマス〉)
- NERVE/ナーヴ 世界で一番危険なゲーム（タイ〈コールソン・ベイカー〉）
- フラットライナーズ
- アメリカン・ソルジャー（マイケル・アダム・エモリー〈スコット・ヘイズ〉）
- メカニック:ワールドミッション
- ボブという名の猫 幸せのハイタッチ
- ブラックパンサー
- トレイン・ミッション（ジャクソン〈ローランド・ムーラー〉）
- 結婚まで1%（デーン〈フランソワ・アルノー〉）
- コロニア
- ハクソー・リッジ
- こころに剣士を
- ガーディアンズ・オブ・ギャラクシー:リミックス（ブラール）
- 疑惑のチャンピオン
- クリティカル・ブロンド（ジェラルド・ホチキス〈アンディ・ガルシア〉）
- リーサル・ソルジャーズ（デイトン〈ジョセフ・ミルソン〉）
- 摩天楼はバラ色に（フレッド・メルローズ〈ジョン・パンコウ〉）※Netflix版
- マクマホン・ファイル（ジョーンズ〈エディ・ガテギ〉)
- クライマーズ（チュイ〈チャン・イー〉[5]）
- プリズン・エスケープ 脱出への10の鍵（レナード〈マーク・レナード・ウィンター〉[6]）
- リーサル・ストーム（コルディーロ〈エミール・ハーシュ〉[7]）
- ネイビーシールズ 全滅領域（ウィリアムズ大使〈アンディ・ガルシア〉）
- ミックステープ: 伝えられずにいたこと（英語版）（アンチ〈ニック・スーン（英語版）〉）
- レッド・ブレイク（イーガン〈クリストファー・バッカス〉[8]）
- 狎鴎亭スターダム（テチョン〈チェ・ビョンモ〉[9]）

#### ドラマ
- アウトキャスト
- アストリッドとラファエル 文書係の事件録（マックス〈クレモン・ラグワール〉）
- オレンジ・イズ・ニュー・ブラック（ジョセフ・サルヴァトーレ・カプート〈ニック・サンドウ〉、ジョエル・ルスチェック）
- アメリカン・ゴッズ（ミスター・アイビス〈デモア・バーンズ〉）
- The Tick/ティック〜運命のスーパーヒーロー〜（オーバーキル）
- スクリーム（ジェイク）
- ジ・アメリカンズ（チャールズ・ダルース〈レッグ・ロジャース〉、デニス・アダーホルト〈ブランドン・J・ディルデン〉）
- BOSCH/ボッシュ（リチャード・オシェイ〈スティーヴン・カルプ、ライコフ）
- Unsolved: 未解決ファイルを開いて（ダリン・デュプリー〈ボキーム・ウッドバイン〉)
- アンブレイカブル・キミー・シュミット（バージル、マイキー）
- THE FLASH/フラッシュ（クラリス、ノーヴォック 他）
- アメリカン・クライム・ストーリー/O・J・シンプソン事件（F・リー・ベイリー〈ネイサン・レイン〉）
- ジェーン・ザ・ヴァージン（アームストロング、ミロシュ、エステバン）
- クォーリーと呼ばれた男（サッグス）
- サンズ・オブ・アナーキー（ダービー、オットー）
- 花郎（フィギョン、スプ、ミジンプ）
- 六龍が飛ぶ（ペク・ユン〈キム・ハギュン〉）
- 太陽の末裔（イム・グァンナム〈アン・ボヒョン、チン所長）
- 麗〜花萌ゆる8人の皇子たち〜（ヨンギュ、イ内官、御典医）
- 秘密の扉（キム・サンノ〈キム・ハギュン〉、キム・ム）
- 項羽と劉邦 King's War（章邯〈ツァオ・ウェイユィ〉）
- 水滸伝 All Men Are Brothers(穆弘)
- ジャーナリスト事件簿 匿名の影（バッケ）
- 私立探偵ヴァルグ2（ヨナス）
- 私立探偵ヴァルグ4（アレックス）
- スキャンダル 託された秘密（チャーリー〈ジョージ・ニューバーン〉）
- キリング/26日間（ベネット、ヤネク 他）
- トロイ伝説: ある都市の陥落（ヘクトル）
- マルコ・ポーロ（ザビン）
- トランプペアレント（サル、ドナルド）
- ワン・ミシシッピ 〜ママの生きた道、ワタシの生きる道〜（クリス）
- パニッシャー
- ブラックライトニング
- Reboot ガーディアン・コード
- クイーン・オブ・ザ・サウス 〜女王への階段〜
- ブルックリン・ナイン-ナイン
- グレイス&フランキー
- ザ・クラウン
- CSI:サイバー2
- リーサル・ウェポン
- マインドハンター
- フィアー・ザ・ウォーキング・デッド
- HOMELAND
- Dr.HOUSE シーズン8
- STALKER:ストーカー犯罪特捜班
- スーパーナチュラル
- 蒼のピアニスト
- アンフォゲッタブル2 完全記憶捜査
- iゾンビ
- 恋愛後遺症 シーズン3
- ワルノリ!どっきりギャング

#### アニメ
- アルティメット・スパイダーマン ウェブ・ウォーリアーズ（スパイダーマン2099）
- ボージャック・ホースマン（トムジャンボ 他）
- サミーとシェリー2 僕らの脱出大作戦（館長）
- モンスター・ホテル クルーズ船の恋は危険がいっぱい?!
- ボス・ベイビー
- サバンナ・アドベンチャー（テンバ）
- アバター 伝説の少年アン（ソジン）
- もしもネズミにクッキーをあげると
- ミラキュラス レディバグ&シャノワール（ジャゲッド・ストーン）

### 映画
- テルマエ・ロマエII（声の出演）

### ボイスオーバー
- 最強!チンパンジー軍団（アニマルプラネット、デイヴィット）
- 宇宙から発見!海の財宝を探せ（ディスカバリーチャンネル、ゴードン・クーパー）
- NASA超常ファイル S3（ディスカバリーチャンネル、ボブ・ウィリアムズ）
- イザベラ・ロッセリーニのグリーン・ポルノ（WOWOW）
- 密着!ハイウェイ・レスキュー カナダ編（ナショナルジオグラフィック
- 自然と暮らす! ビーチハウス編（アニマルプラネット）
- 沖縄戦 シュガーローフの戦い
- メガ・エアポート（ディスカバリーチャンネル）
- ありえへん∞世界（テレビ東京）

### シリーズ一覧
1. ↑  第1期（2014年）、第2期『AVENGING BATTLE』（2014年）
2. ↑  第一期（2018年）、第二期（2018年）、第三期（2020年）、第四期（2023年）
3. ↑  第2期（2021年）、第3期『NEW WORLD』第1クール（2023年）、第3期『NEW WORLD』第2クール（2023年）
4. ↑  1st Season（2022年）、2nd Season（2023年）
5. ↑  Season1（2022年）、Season2（2023年）